# Druga Liga 1956-1957
La Druga savezna liga FNRJ 1956-1957, conosciuta semplicemente come Druga liga 1956-1957, fu la 11ª edizione della seconda divisione del campionato jugoslavo di calcio. 
Questa fu la seconda basata su 5 gironi inter-repubblicani denominati "Leghe di zona" (in serbocroato Zonske lige), gironi non più divisi in contorni ben definiti, come le Republičke lige (all'incirca come il campionato di Eccellenza attuale) bensì per criteri geografici (come la Serie D), senza vincoli di confini regionali.

## Formula
La Druga liga è divisa in 4 zone (la seconda è ulteriormente divisa in 2 sottogruppi).
- La prima zona (I Zona) è composta dalle compagini di Slovenia e Croazia (quest'ultima senza Dalmazia meridionale e Slavonia)
- La seconda zona "A" (II A Zona) da quelle della Bosnia Erzegovina
- La seconda zona "B" (II B Zona) da quelle di Dalmazia meridionale e Montenegro
- La terza zona (III Zona) da quelle di Voivodina, Slavonia, Belgrado, Smederevo, Valjevo e Aranđelovac
- La quarta zona (IV Zona) da quelle dal resto della Serbia più quelle della Macedonia.

I vincitori delle 4 zone disputano un girone finale per due posti disponibili in Prva Liga 1957-1958.

### Squadre partecipanti
| Slovenia              | Croazia | Bosnia Erzegovina | Serbia                                                                                       | Serbia | Serbia                 | Montenegro | Macedonia                                         |
| Slovenia              | Croazia | Bosnia Erzegovina | Voivodina                                                                                    | Serbia Centrale | Kosovo                 | Montenegro | Macedonia                                         |
| --------------------- | --- | --- | -------------------------------------------------------------------------------------------- | --- | ---------------------- | --- | ------------------------------------------------- |
| - ŽNK Lubiana - Odred | - Borovo - Dubrovnik - GOŠK Dubrovnik - Grafičar Zagabria - Jadran Kaštel Sućurac - Metalac Zagabria - Proleter Osijek - Rijeka - Sebenico - RNK Spalato - Šparta Beli Manastir - Tekstilac Varaždin - Trešnjevka - Turbina Karlovac - Uljanik | - Borac Banja Luka - Borac Čapljina - Bosna Visoko - Iskra Bugojno - Jedinstvo Bihać - Jedinstvo Brčko - Leotar - OFK Prijedor - Sloboda Tuzla - Sloga Doboj - Velež Nevesinje - Željezničar - Zenica | - Banat Kikinda - Dinamo Pančevo - Hajduk Kula - Proleter Zrenjanin - Radnički Sombor - Srem | - BASK Belgrado - Budućnost Valjevo - Dubočica Leskovac - Grafičar Belgrado - Napredak Kruševac - Radnički Kragujevac - Radnički Niš - Sloboda Užice - Sloga Kraljevo - Smederevo - Šumadija Aranđelovac - Timok | - Priština - FK Trepča | - Arsenal Tivat - Iskra Danilovgrad - Jedinstvo Bijelo Polje - Jedinstvo Herceg Novi - Lovćen - Mladost Titograd - Nikšić | - Belasica - Metalec Skopje - Pobeda - Rabotnički |

## Leghe di zona

### I Zona
| Squadra               | Città             | Stadio                     | Stagione 1955-56 | Stagione 1955-56            |
| Squadra               | Città             | Stadio                     | Pos.             | Divisione                   |
| --------------------- | ----------------- | -------------------------- | ---------------- | --------------------------- |
| Šibenik               | Sebenico          | Stadion Šubićevac          | 2º               | I Zona                      |
| Odred                 | Lubiana           | Stadion Bežigrad           | 3º               | I Zona                      |
| RNK Split             | Spalato           | Stadion Park mladeži       | 4º               | I Zona                      |
| ŽNK Lubiana           | Lubiana           | ŽŠD Ljubljana Stadion      | 5º               | I Zona                      |
| Rijeka                | Fiume             | Stadio Cantrida            | 6º               | I Zona                      |
| Metalac Zagabria      | Zagabria          | ?                          | 7º               | I Zona                      |
| Trešnjevka            | Zagabria          | Igralište Trešnjevka-Graba | 8º               | I Zona                      |
| Uljanik               | Pola              | Stadion Veruda             | 1º               | Podsavezna liga NP Pula     |
| Turbina Karlovac      | Karlovac          | ?                          | 1º               | Podsavezna liga NP Karlovac |
| Grafičar Zagabria     | Zagabria          | ?                          | 1º               | Podsavezna liga NP Zagreb   |
| Tekstilac Varaždin    | Varaždin          | Gradski stadion            | 1º               | Liga Varaždin–Maribor–Celje |
| Jadran Kaštel Sućurac | Castel S. Giorgio | ?                          | 1º               | Podsavezna liga NP Split    |

|  | Pos. | Squadra               | Pt | G  | V  | N | P  | GF | GS | QR    |
|  | ---- | --------------------- | -- | -- | -- | - | -- | -- | -- | ----- |
|  | 1.   | RNK Spalato           | 37 | 22 | 18 | 1 | 3  | 69 | 21 | 3,285 |
|  | 2.   | Sebenico              | 31 | 22 | 13 | 5 | 4  | 50 | 24 | 2,083 |
|  | 3.   | Rijeka                | 29 | 22 | 13 | 3 | 6  | 57 | 34 | 1,676 |
|  | 4.   | Metalac Zagabria      | 26 | 22 | 11 | 4 | 7  | 35 | 30 | 1,166 |
|  | 5.   | Trešnjevka            | 25 | 22 | 11 | 3 | 8  | 49 | 35 | 1,400 |
|  | 6.   | Uljanik               | 22 | 22 | 9  | 4 | 9  | 43 | 37 | 1,162 |
|  | 7.   | Tekstilac Varaždin    | 20 | 22 | 8  | 4 | 10 | 42 | 45 | 0,933 |
|  | 8.   | ŽNK Lubiana           | 18 | 22 | 7  | 4 | 11 | 32 | 48 | 0,666 |
|  | 9.   | Jadran Kaštel Sućurac | 17 | 22 | 7  | 3 | 12 | 30 | 51 | 0,588 |
|  | 10.  | Odred                 | 15 | 22 | 5  | 5 | 12 | 31 | 36 | 0,861 |
|  | 11.  | Turbina Karlovac      | 13 | 22 | 5  | 3 | 14 | 22 | 50 | 0,440 |
|  | 12.  | Grafičar Zagabria     | 11 | 22 | 5  | 1 | 16 | 20 | 69 | 0,289 |

Legenda:

      Ammessa al girone promozione.

      Retrocessa in terza divisione jugoslava 1957-1958.

      Esclusa dal campionato.
Note:

Due punti a vittoria, uno a pareggio, zero a sconfitta.
In caso di arrivo di due o più squadre a pari punti, la graduatoria viene stilata secondo il quoziente reti tra le squadre interessate.

### II Zona
Le vincitrici della II Zona A e della II Zona B si sfidano per essere ammesse al girone promozione.
| Squadra 1   | Totale | Squadra 2 | Andata | Ritorno |
| ----------- | ------ | --------- | ------ | ------- |
| Željezničar | 2–0    | Lovćen    | 2–0    | 0–0     |

#### II Zona A
| Squadra          | Città      | Stadio                 | Stagione 1955-56 | Stagione 1955-56           |
| Squadra          | Città      | Stadio                 | Pos.             | Divisione                  |
| ---------------- | ---------- | ---------------------- | ---------------- | -------------------------- |
| Željezničar      | Sarajevo   | Stadion Grbavica       | 13º              | Prva liga                  |
| Zenica           | Zenica     | Stadion Blatuša        | 1º               | II Zona A                  |
| Borac Banja Luka | Banja Luka | Gradski stadion        | 2º               | II Zona A                  |
| Mladost Prijedor | Prijedor   | ?                      | 3º               | II Zona A                  |
| Jedinstvo Brčko  | Brčko      | Gradski stadion        | 4º               | II Zona A                  |
| Borac Čapljina   | Čapljina   | Stadion Bjelave        | 5º               | II Zona A                  |
| Iskra Bugojno    | Bugojno    | ?                      | 6º               | II Zona A                  |
| Sloga Doboj      | Doboj      | Stadion Luke           | 7º               | II Zona A                  |
| Sloboda Tuzla    | Tuzla      | Proleter Kreka stadion | 8º               | II Zona A                  |
| Bosna Visoko     | Visoko     | Stadion 7. april       | 9º               | II Zona A                  |
| Jedinstvo Bihać  | Bihać      | Stadion pod Borićima   | 1º               | Podsavezna liga Banja Luka |
| Velež Nevesinje  | Nevesinje  | Gradski stadion        | 1º               | Podsavezna liga Mostar     |

|  | Pos. | Squadra              | Pt | G  | V  | N | P  | GF | GS | QR    |
|  | ---- | -------------------- | -- | -- | -- | - | -- | -- | -- | ----- |
|  | 1.   | Željezničar          | 36 | 22 | 17 | 2 | 3  | 62 | 13 | 4,769 |
|  | 2.   | Zenica               | 34 | 22 | 15 | 4 | 3  | 75 | 18 | 4,166 |
|  | 3.   | Borac Banja Luka     | 26 | 22 | 11 | 4 | 7  | 46 | 35 | 1,314 |
|  | 4.   | Sloboda Tuzla        | 22 | 22 | 9  | 4 | 9  | 26 | 27 | 0,962 |
|  | 5.   | Velež Nevesinje      | 21 | 22 | 9  | 3 | 10 | 34 | 45 | 0,755 |
|  | 6.   | Sloga Doboj          | 20 | 22 | 6  | 8 | 8  | 36 | 52 | 0,692 |
|  | 7.   | OFK Prijedor Mladost | 19 | 22 | 7  | 5 | 10 | 25 | 36 | 0,694 |
|  | 8.   | Borac Čapljina       | 19 | 22 | 8  | 3 | 11 | 30 | 44 | 0,681 |
|  | 9.   | Jedinstvo Brčko      | 18 | 22 | 8  | 2 | 12 | 46 | 49 | 0,938 |
|  | 10.  | Jedinstvo Bihać      | 18 | 22 | 8  | 2 | 12 | 34 | 60 | 0,566 |
|  | 11.  | Bosna Visoko         | 17 | 22 | 7  | 3 | 12 | 33 | 52 | 0,634 |
|  | 12.  | Iskra Bugojno        | 14 | 22 | 5  | 4 | 13 | 23 | 39 | 0,589 |

Legenda:

  Ammessa alla finale della II Zona.

      Retrocessa in terza divisione jugoslava 1957-1958.

      Esclusa dal campionato.
Note:

Due punti a vittoria, uno a pareggio, zero a sconfitta.
In caso di arrivo di due o più squadre a pari punti, la graduatoria viene stilata secondo il quoziente reti tra le squadre interessate.

#### II Zona B
| Squadra                | Città            | Stadio                    | Stagione 1955-56 | Stagione 1955-56     |
| Squadra                | Città            | Stadio                    | Pos.             | Divisione            |
| ---------------------- | ---------------- | ------------------------- | ---------------- | -------------------- |
| Lovćen                 | (1) Cettigne     | Stadion pod Orlovim kršem | 1º               | II Zona B            |
| Radnički Nikšić        | (2) Nikšić       | ?                         | 2º               | II Zona B            |
| Arsenal Tivat          | (3) Teodo        | Stadion u parku           | 3º               | II Zona B            |
| Dubrovnik              | (4) Ragusa       | Gradski stadion Lapad     | 4º               | II Zona B            |
| Leotar                 | (5) Trebigne     | Proleter Kreka stadion    | 5º               | II Zona B            |
| Mladost Titograd       | (6) Titograd     | Stadion Cvijetni Brijeg   | 6º               | II Zona B            |
| Jedinstvo Bijelo Polje | (7) Bijelo Polje | Gradski stadion Nikoljac  | 7º               | II Zona B            |
| Jedinstvo Herceg Novi  | (8) Castelnuovo  | ?                         | 8º               | II Zona B            |
| GOŠK Dubrovnik         | (4) Ragusa       | Gradski stadion Lapad     | 2º               | Zonska liga Titograd |
| Iskra Danilovgrad      | (9) Danilovgrad  | Stadion Braće Velašević   | 2º               | Crnogorska liga      |

|  | Pos. | Squadra                | Pt | G  | V  | N | P  | GF | GS | QR    |
|  | ---- | ---------------------- | -- | -- | -- | - | -- | -- | -- | ----- |
|  | 1.   | Lovćen                 | 30 | 18 | 14 | 2 | 2  | 55 | 16 | 3,437 |
|  | 2.   | Nikšić                 | 22 | 18 | 9  | 4 | 5  | 40 | 29 | 1,379 |
|  | 3.   | Dubrovnik              | 21 | 18 | 10 | 1 | 7  | 39 | 31 | 1,258 |
|  | 4.   | Mladost Titograd       | 20 | 18 | 8  | 4 | 6  | 32 | 26 | 1,230 |
|  | 5.   | Leotar                 | 19 | 18 | 9  | 1 | 8  | 41 | 38 | 1,078 |
|  | 6.   | GOŠK Dubrovnik         | 17 | 18 | 7  | 3 | 8  | 37 | 32 | 1,156 |
|  | 7.   | Jedinstvo Bijelo Polje | 17 | 18 | 6  | 5 | 7  | 35 | 41 | 0,853 |
|  | 8.   | Jedinstvo Herceg Novi  | 13 | 18 | 5  | 3 | 10 | 22 | 46 | 0,478 |
|  | 9.   | Arsenal Tivat          | 12 | 18 | 4  | 4 | 10 | 29 | 49 | 0,591 |
|  | 10.  | Iskra Danilovgrad      | 9  | 18 | 4  | 1 | 13 | 20 | 62 | 0,322 |

Legenda:

  Ammessa alla finale della II Zona.

      Retrocessa in terza divisione jugoslava 1957-1958.

      Esclusa dal campionato.
Note:

Due punti a vittoria, uno a pareggio, zero a sconfitta.
In caso di arrivo di due o più squadre a pari punti, la graduatoria viene stilata secondo il quoziente reti tra le squadre interessate.
Il Radnički Nikšić ha cambiato il nome in Nikšić.

### III Zona
| Squadra              | Città             | Stadio                  | Stagione 1955-56 | Stagione 1955-56                   |
| Squadra              | Città             | Stadio                  | Pos.             | Divisione                          |
| -------------------- | ----------------- | ----------------------- | ---------------- | ---------------------------------- |
| Proleter Osijek      | Osijek            | Igralište Kraj Drave    | 14º              | Prva liga                          |
| Borovo               | Borovo            | Gradski stadion         | 1º               | III Zona                           |
| Budućnost Valjevo    | Valjevo           | Stadion Park Pećina     | 2º               | III Zona                           |
| Smederevo            | Smederevo         | Stadion Tvrđava         | 3º               | III Zona                           |
| Dinamo Pančevo       | Pančevo           | Gradski stadion         | 4º               | III Zona                           |
| Proleter Zrenjanin   | Zrenjanin         | Karađorđev Park Stadion | 5º               | III Zona                           |
| Radnički Sombor      | Sombor            | Gradski stadion         | 6º               | III Zona                           |
| Šumadija Aranđelovac | Aranđelovac       | Gradski stadion         | 7º               | III Zona                           |
| BASK Belgrado        | Belgrado          | ?                       | 8º               | III Zona                           |
| Šparta Beli Manastir | Beli Manastir     | Gradski stadion         | 1º               | Podsavezna liga NP Osijek          |
| Hajduk Kula          | Kula              | Stadion Hajduk          | 1º               | Međuopštinska liga Sombor-Subotica |
| Banat Kikinda        | Kikinda           | ?                       | 1º               | Banatska liga                      |
| Grafičar Belgrado    | Belgrado          | ?                       | 1º               | Beogradska liga                    |
| Srem                 | Sremska Mitrovica | Stadion Promenada       | ?                | ?                                  |

|  | Pos. | Squadra              | Pt | G  | V  | N | P  | GF | GS | QR    |
|  | ---- | -------------------- | -- | -- | -- | - | -- | -- | -- | ----- |
|  | 1.   | Borovo               | 37 | 26 | 16 | 5 | 5  | 66 | 34 | 1,941 |
|  | 2.   | Proleter Zrenjanin   | 35 | 26 | 16 | 3 | 7  | 66 | 36 | 1,833 |
|  | 3.   | Proleter Osijek      | 31 | 26 | 11 | 9 | 6  | 61 | 43 | 1,418 |
|  | 4.   | Radnički Sombor      | 30 | 26 | 13 | 4 | 9  | 46 | 36 | 1,277 |
|  | 5.   | Hajduk Kula          | 29 | 26 | 12 | 5 | 9  | 62 | 48 | 1,291 |
|  | 6.   | Srem                 | 29 | 26 | 12 | 5 | 9  | 53 | 54 | 0,981 |
|  | 7.   | Smederevo            | 28 | 26 | 12 | 4 | 10 | 52 | 43 | 1,209 |
|  | 8.   | Dinamo Pančevo       | 25 | 26 | 10 | 5 | 11 | 44 | 60 | 0,733 |
|  | 9.   | Šparta Beli Manastir | 24 | 26 | 11 | 2 | 13 | 53 | 65 | 0,815 |
|  | 10.  | Budućnost Valjevo    | 23 | 26 | 10 | 3 | 13 | 47 | 42 | 1,119 |
|  | 11.  | Banat Kikinda        | 21 | 26 | 8  | 5 | 13 | 45 | 49 | 0,918 |
|  | 12.  | Šumadija Aranđelovac | 21 | 26 | 9  | 3 | 14 | 43 | 64 | 0,671 |
|  | 13.  | Grafičar Belgrado    | 17 | 26 | 7  | 3 | 16 | 44 | 73 | 0,602 |
|  | 14.  | BASK Belgrado        | 14 | 26 | 5  | 4 | 17 | 39 | 74 | 0,527 |

Legenda:

      Ammessa al girone promozione.

      Retrocessa in terza divisione jugoslava 1957-1958.

      Esclusa dal campionato.
Note:

Due punti a vittoria, uno a pareggio, zero a sconfitta.
In caso di arrivo di due o più squadre a pari punti, la graduatoria viene stilata secondo il quoziente reti tra le squadre interessate.

### IV Zona
| Squadra             | Città            | Stadio              | Stagione 1955-56 | Stagione 1955-56                  |
| Squadra             | Città            | Stadio              | Pos.             | Divisione                         |
| ------------------- | ---------------- | ------------------- | ---------------- | --------------------------------- |
| Radnički Kragujevac | Kragujevac       | Stadion Čika Dača   | 2º               | IV Zona                           |
| Sloga Kraljevo      | Kraljevo         | Gradski stadion     | 3º               | IV Zona                           |
| FK Trepča           | Titova Mitrovica | Stadion Trepča      | 4º               | IV Zona                           |
| Pobeda              | Prilep           | Stadion Goce Delčev | 5º               | IV Zona                           |
| Rabotnički          | Skopje           | Gradski stadion     | 6º               | IV Zona                           |
| Metalec Skopje      | Skopje           | ?                   | 7º               | IV Zona                           |
| Timok               | Zaječar          | Stadion Kraljevica  | 8º               | IV Zona                           |
| Radnički Niš        | Niš              | Stadion Čair        | 9º               | IV Zona                           |
| Sloboda Užice       | Užice            | Stadion na Begluku  | 1º               | Podsavezna liga Kragujevac        |
| Napredak Kruševac   | Kruševac         | Stadion Napretka    | 2º               | Podsavezna liga Kragujevac        |
| Dubočica Leskovac   | Leskovac         | Gradski stadion     | 1º               | Podsavezna liga Niš               |
| Priština            | Priština         | Gradski stadion     | 2º               | Podsavezna liga Kosova i Metohije |
| Belasica            | Strumica         | Stadion Mladost     | 1º               | Makedonska liga                   |

|  | Pos. | Squadra             | Pt | G  | V  | N  | P  | GF | GS | QR    |
|  | ---- | ------------------- | -- | -- | -- | -- | -- | -- | -- | ----- |
|  | 1.   | Radnički Kragujevac | 34 | 24 | 15 | 4  | 5  | 68 | 32 | 2,125 |
|  | 2.   | Radnički Niš        | 32 | 24 | 15 | 2  | 7  | 63 | 37 | 1,702 |
|  | 3.   | Sloga Kraljevo      | 30 | 24 | 10 | 10 | 4  | 44 | 34 | 1,294 |
|  | 4.   | Pobeda              | 27 | 24 | 11 | 5  | 8  | 41 | 27 | 1,518 |
|  | 5.   | Rabotnički          | 27 | 24 | 12 | 3  | 9  | 44 | 37 | 1,189 |
|  | 6.   | Dubočica Leskovac   | 26 | 24 | 12 | 2  | 10 | 40 | 37 | 1,081 |
|  | 7.   | Napredak Kruševac   | 24 | 24 | 10 | 4  | 10 | 40 | 31 | 1,290 |
|  | 8.   | FK Trepča           | 24 | 24 | 10 | 4  | 10 | 35 | 43 | 0,813 |
|  | 9.   | Sloboda Užice       | 20 | 24 | 8  | 4  | 12 | 32 | 41 | 0,780 |
|  | 10.  | Priština            | 20 | 24 | 6  | 8  | 10 | 28 | 36 | 0,777 |
|  | 11.  | Timok               | 19 | 24 | 8  | 3  | 13 | 43 | 48 | 0,895 |
|  | 12.  | Metalec Skopje      | 15 | 24 | 7  | 1  | 16 | 29 | 65 | 0,446 |
|  | 13.  | Belasica            | 14 | 24 | 5  | 4  | 15 | 27 | 65 | 0,515 |

Legenda:

      Ammessa al girone promozione.

      Retrocessa in terza divisione jugoslava 1957-1958.

      Esclusa dal campionato.
Note:

Due punti a vittoria, uno a pareggio, zero a sconfitta.
In caso di arrivo di due o più squadre a pari punti, la graduatoria viene stilata secondo il quoziente reti tra le squadre interessate.

## Girone promozione
Le vincitrici delle 4 zone si sfidano per due posti-promozione. Date: 16 giugno (1ª giornata), 23 giugno (2ª giornata), 30 giugno (3ª giornata), 7 luglio (4ª giornata), 14 luglio (5ª giornata) e 21 luglio 1957 (6ª giornata).
| Rep. | Squadra             | P.ti | G | V | N | P | GF | GS | QR    |
| ---- | ------------------- | ---- | - | - | - | - | -- | -- | ----- |
| Bos  | Željezničar         | 7    | 6 | 3 | 1 | 2 | 9  | 8  | 1,125 |
| Cro  | RNK Spalato         | 6    | 6 | 3 | 0 | 3 | 18 | 11 | 1,636 |
| Cro  | Borovo              | 6    | 6 | 3 | 0 | 3 | 9  | 13 | 0,692 |
| Ser  | Radnički Kragujevac | 5    | 6 | 2 | 1 | 3 | 9  | 13 | 0,692 |

|                     | Žel | Spa | Bor | Rad |
| ------------------- | --- | --- | --- | --- |
| Željezničar         |     | 3-1 | 0-1 | 1-1 |
| RNK Spalato         | 1-2 |     | 2-1 | 4-1 |
| Borovo              | 3-0 | 3-2 |     | 1-2 |
| Radnički Kragujevac | 1-3 | 2-3 | 2-1 |     |

Legenda:

      Promossa in Prva Liga 1957-1958.

Note:

Due punti a vittoria, uno a pareggio, zero a sconfitta.
In caso di arrivo di due o più squadre a pari punti, la graduatoria viene stilata secondo il quoziente reti tra le squadre interessate.